# Cornetu
Cornetu là một xã thuộc hạt Ilfov, România. Dân số thời điểm năm 2002 là 5008 người.